# Strupen
Strupen est une localité du comté de Troms, en Norvège.

## Géographie
Administrativement, Strupen fait partie de la kommune de Balsfjord.